# 미국 예탁 증권
미국 예탁 증권(美國預託證券, American Depositary Receipt, ADR)은 미국의 은행이 외국 증권의 예탁을 받아 그것을 담보로 하여 발행하는 증권이다. 미국에서는 이 방식으로 서유럽 주요국들의 주식이 유통되고 있다. 1927년 J. P. 모건이 창안하여 미국투자자들과 세계 각국의 기업들을 연결시켜 주었다. 1927년 4월 29일에 처음 발행된 ADR은 영국의 Selfridges Provincial Stores Ltd. 라는 당시 유명했던 유통업체를 위한 것이었는데 아메리칸증권거래소에 상장거래되었다. 한국의 경우 2001년 1월에 한국통신의 외국인 한도가 33%에서 49%로 확대됨을 계기로 ADR발행 방법으로 지분을 28.4%까지 축소한 적이 있다.